# Ramienica krucha
Ramienica krucha (Chara globularis) – gatunek ramienicy. Polska nazwa gatunkowa nawiązuje do nazwy naukowej Chara fragilis Desv. 1810, która została uznana za synonimiczną wobec Ch. globularis Thuiller 1799.

## Morfologia
Pokrój
Mały makroglon (zwykle do kilkunastu cm długości, choć wyjątkowo nawet powyżej metra) o silnie rozgałęzionej plesze. Cienka (0,3-1,2 mm średnicy) nibyłodyga i cienkich nibyliściach, krótszych od międzywęźli. Plecha od żywozielonej do szarozielonej, w zależności od stopnia inkrustowania węglanem wapnia, przez które jest delikatna i bardzo krucha. Roślina jednopienna.
Okorowanie
Trójrzędowe. Rzędy główne słabo przeważają nad bocznymi, choć częściej oba rodzaje są jednakowe.
Nibyliście
Krótkie (2–3 cm), zwykle nieznacznie krótsze od międzywęźli. W dolnych odcinkach wyraźniej krótsze, natomiast w pewnych warunkach dłuższe. Cienkie (0,5–0,7 mm). Proste, rzadko wygięte ku środkowi, sztywne. 6–9 w okółku. 6–12 członów, w tym dwa ostatnie zwykle nieokorowane.
Nibylistki
Wewnętrzne wykształcone wyraźniej niż zewnętrzne. Zewnętrznych okółków często może wręcz nie być. Na płodnych nibyliściach wewnętrzne zwykle dłuższe od lęgni lub jej równe i cienkie, podczas gdy na zewnątrz słabiej wykształcone, brodawkowate. Na nibyliściach płonnych bardzo małe, brodawkowate.
Kolce
Jeżeli w ogóle występują, to bardzo małe, brodawkowate, tylko na szczytowych międzywęźlach.
Przylistki
Zmienne. W dwurzędowych okółkach. Zwykle brodawkowate lub łuseczkowate (ledwo widoczne). Czasem w górnym okółku dłuższe (wałeczkowate), a w dolnym brodawkowate.
Plemnie
Pojedyncze. Zazwyczaj w trzech, czterech pierwszych węzłach nibyliści. Czerwonawe. Wyraźnie mniejsze od lęgni (0,5 mm średnicy).
Lęgnie
Pojedyncze. Zazwyczaj w trzech, czterech pierwszych węzłach nibyliści. Ciemnozielone, ewentualnie białe (na głębszych stanowiskach). Koronka wydłużona, równowąsko zamknięta lub lekko rozchylona. 1,2 mm długości. Czarne oospory.
Zmienność
W wodach płytkich zwykle tworzy zwarte murawy, w głębszych wodach formy bardziej wydłużone, o dłuższych międzywęźlach, ale krótszych nibyliściach, podczas gdy formy wydłużone spotykane w łąkach innych roślin lub na silnie uwodnionym podłożu organicznym mają dłuższe nibyliście.
Podobne gatunki
Ramienica delikatna

## Biologia
Rośliny po sezonie wegetacyjnym obumierają lub zimują. Zimozielone formy wiosną tworzą oospory. Zwykle są one jednak tworzone latem. Stosunkowo często dochodzi do zapłodnienia.

## Ekologia
Gatunek tak słodkowodny, jak i słonawowodny. Występuje w wodach różnych typów, od strumieni, przez zbiorniki astatyczne, torfianki, jeziora, po brzegi morskie. Występuje głównie w jeziorach o umiarkowanej trofii. Występuje tak w wodach eutroficznych różnego typu, jak i w głębszych stanowiskach w jeziora lobeliowych. W wodach eutroficznych, zwłaszcza na podłożu mineralnym lub słabo zamulonym może tworzyć zespół roślinny Charetum fragilis. Z kolei w małych zbiornikach zbiorowisko to częstsze jest na podłożu organicznym. Jest jednak stosunkowo rzadkie, mimo dość szerokiego rozpowszechnienia stanowisk samej ramienicy kruchej, która nie tylko tworzy łąki ramienicowe, ale jest również częstą domieszką w szuwarach.
Występowanie
Występuje w większej części Europy (w tym w Bałtyku), sięgając Turcji, na Dalekim Wschodzie, w Australii i Brazylii. W Polsce występuje w całym kraju.

## Zagrożenia i ochrona
Według Czerwonej listy roślin i grzybów Polski jest gatunkiem narażonym, ale nie podlega w Polsce ochronie gatunkowej. Jest natomiast gatunkiem reprezentatywnym siedliska przyrodniczego 3140 (twardowodne oligo– i mezotroficzne zbiorniki z podwodnymi łąkami ramienic Charetea) w systemie Natura 2000 (a może występować też w innych wodnych siedliskach przyrodniczych).